# World Karate Confederation

World Karate Confederation (WKC) — міжнародна організація, що об'єднує національні федерації карате з різних країн. Заснована у 1996 році як альтернатива World Karate Federation, з метою розвитку традиційного карате та забезпечення відкритості для всіх стилів бойового мистецтва.

## Історія
Організацію створено після розбіжностей у карате-спільноті, що не погоджувалась із політикою WKF. Ініціатором виступив німецький функціонер Фріц Вендель. Основними принципами діяльності стали демократичне управління, рівноправність стилів і збереження традицій карате.

## Діяльність
WKC проводить міжнародні турніри, чемпіонати, семінари та атестації. Учасниками є федерації з Європи, Азії, Південної Америки та Африки. Організація визнає як традиційні стилі (шотокан, годзю-рю), так і контактні напрямки карате.

## Критика та зв’язки з Росією
У 2020-х роках WKC неодноразово критикували за співпрацю з проросійськими структурами. Після початку повномасштабної війни Росії проти України у 2022 році більшість міжнародних спортивних федерацій припинили співпрацю з російськими організаціями. Натомість WKC не запровадила санкцій проти Росії та продовжувала приймати її спортсменів на міжнародні змагання.
Крім того, повідомлялось про проведення заходів WKC на території Росії та участь російських представників у керівних структурах конфедерації.

## Український контекст
Українська карате-спільнота, зокрема Українська федерація карате, засудила відсутність санкцій проти Росії з боку WKC. Частина українських федерацій заявила про бойкот заходів, що проводяться під егідою організації.https://karate-wkc.com/about-us/